# Mateusz Kupczak
Mateusz Kupczak (Żywiec, 20 febbraio 1992) è un calciatore polacco, centrocampista dell'ŁKS.

## Caratteristiche tecniche
È un centrocampista centrale, capace di tirare i calci di rigore. Il suo fare diligente lo ha portato a venir spesso schierato anche come difensore centrale, specie ai tempi del Nieciecza.

## Carriera

### Club
Nel 2015 partecipa alla storica promozione in Ekstraklasa del Bruk-Bet Termalica Nieciecza, col quale resta in massima serie per tre stagioni, disputando oltre cento presenze.
Dal 2019 è un calciatore del Warta Poznań, con il quale centra un'altra promozione in Ekstraklasa, realizzando il suo record di gol personali in una stagione, tredici.

### Nazionale
Ha giocato nella nazionale polacca Under-21.

## Statistiche

### Presenze e reti nei club
Statistiche aggiornate al 22 maggio 2022.
| Stagione         | Squadra          | Campionato       | Campionato | Campionato | Coppe nazionali | Coppe nazionali | Coppe nazionali | Coppe continentali | Coppe continentali | Coppe continentali | Altre coppe | Altre coppe | Altre coppe | Totale | Totale |
| Stagione         | Squadra          | Comp             | Pres       | Reti       | Comp            | Pres            | Reti            | Comp               | Pres               | Reti               | Comp        | Pres        | Reti        | Pres   | Reti   |
| ---------------- | ---------------- | ---------------- | ---------- | ---------- | --------------- | --------------- | --------------- | ------------------ | ------------------ | ------------------ | ----------- | ----------- | ----------- | ------ | ------ |
| 2010-2011        | Skałka Żabnica   | 3L               | 14         | 1          | -               | -               | -               | -                  | -                  | -                  | -           | -           | -           | 14     | 1      |
| 2011-2012        | GKS Tychy        | 2L               | 31         | 2          | -               | -               | -               | -                  | -                  | -                  | -           | -           | -           | 31     | 2      |
| 2012-2013        | GKS Tychy        | 1L               | 29         | 1          | PP              | 0               | 0               | -                  | -                  | -                  | -           | -           | -           | 29     | 1      |
| 2013-2014        | Podbeskidzie     | E                | 10         | 0          | PP              | 1               | 0               | -                  | -                  | -                  | -           | -           | -           | 11     | 0      |
| 2014-2015        | Nieciecza        | 1L               | 31         | 4          | PP              | 0               | 0               | -                  | -                  | -                  | -           | -           | -           | 31     | 4      |
| 2015-2016        | Nieciecza        | E                | 33         | 1          | PP              | 1               | 0               | -                  | -                  | -                  | -           | -           | -           | 34     | 1      |
| 2016-2017        | Nieciecza        | E                | 35         | 1          | PP              | 1               | 0               | -                  | -                  | -                  | -           | -           | -           | 36     | 1      |
| 2017-2018        | Nieciecza        | E                | 35         | 0          | PP              | 2               | 0               | -                  | -                  | -                  | -           | -           | -           | 37     | 0      |
| 2018-2019        | Nieciecza        | 1L               | 33         | 2          | PP              | 2               | 0               | -                  | -                  | -                  | -           | -           | -           | 35     | 2      |
| Totale Nieciecza | Totale Nieciecza | Totale Nieciecza | 167        | 6          |                 | 6               | 0               |                    | -                  | -                  |             | -           | -           | 173    | 6      |
| 2019-2020        | Warta Poznań     | 1L               | 31+2       | 11+2       | PP              | 1               | 0               | -                  | -                  | -                  | -           | -           | -           | 34     | 13     |
| 2020-2021        | Warta Poznań     | E                | 25         | 3          | PP              | 3               | 0               | -                  | -                  | -                  | -           | -           | -           | 28     | 3      |
| 2021-2022        | Warta Poznań     | E                | 31         | 1          | PP              | 1               | 0               | -                  | -                  | -                  | -           | -           | -           | 32     | 1      |
| Totale carriera  | Totale carriera  | Totale carriera  | 338+2      | 27+2       |                 | 12              | 0               |                    | -                  | -                  |             | -           | -           | 352    | 29     |